# Santiago Montesinos del Valle
Santiago Alejandrino Montesinos del Valle fue un abogado y político peruano. Es el patriarca de la familia Montesinos que tuvo especial participación en la vida política de los departamentos del Cusco y de Apurímac.
Realizó sus estudios de abogacía en la Universidad de San Marcos en Lima. Fue parte del ejército libertador y luchó en la batalla de Ayacucho.  En 1825, durante la estancia de Simón Bolívar en el Cusco, le fue otorgado el cargo de intendente del distrito de Cotabambas. Ese mismo año fue uno de los sesenta y cinco diputados electos por la Corte Suprema y convocados para aprobar la Constitución Vitalicia del dictador Simón Bolívar. Estos diputados decidieron no asumir ningún tipo de atribuciones. En 1833 ocupaba el cargo de subprefecto de la provincia de Azángaro en el departamento de Puno.
Fue elegido por la provincia de Cotabambas como miembro del Congreso General de 1839 que expidió la Constitución Política del Perú de 1839, la quinta de la historia del país, durante el segundo gobierno del mariscal Agustín Gamarra.